# Iwan Mykolajtschuk

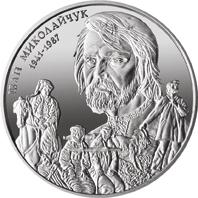
Iwan Mykolaitschuk auf einer 2–₴ Gedenkmünze von 2016

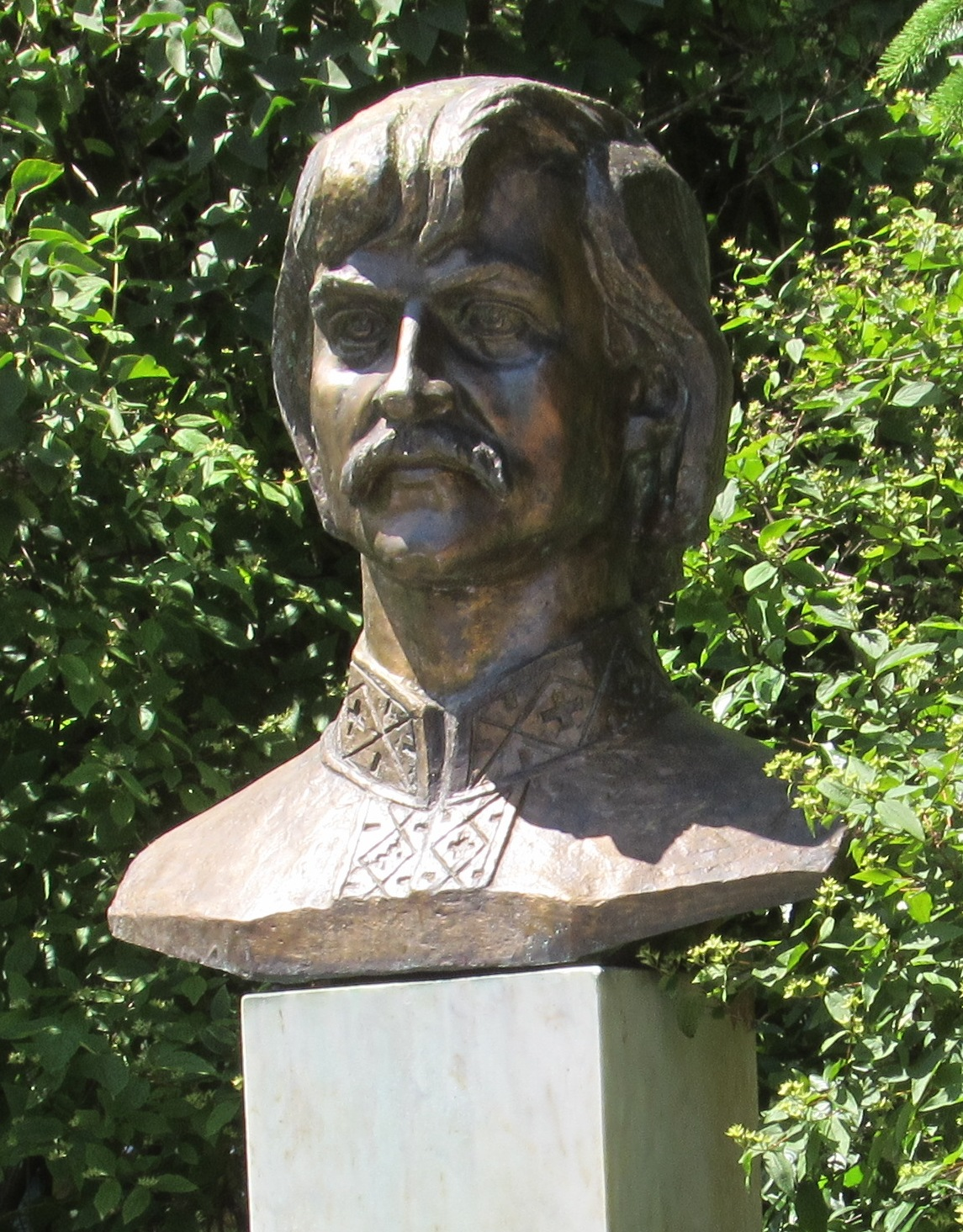
Büste von Iwan Mykolaitschuk in seinem Geburtsort Tschortoryja

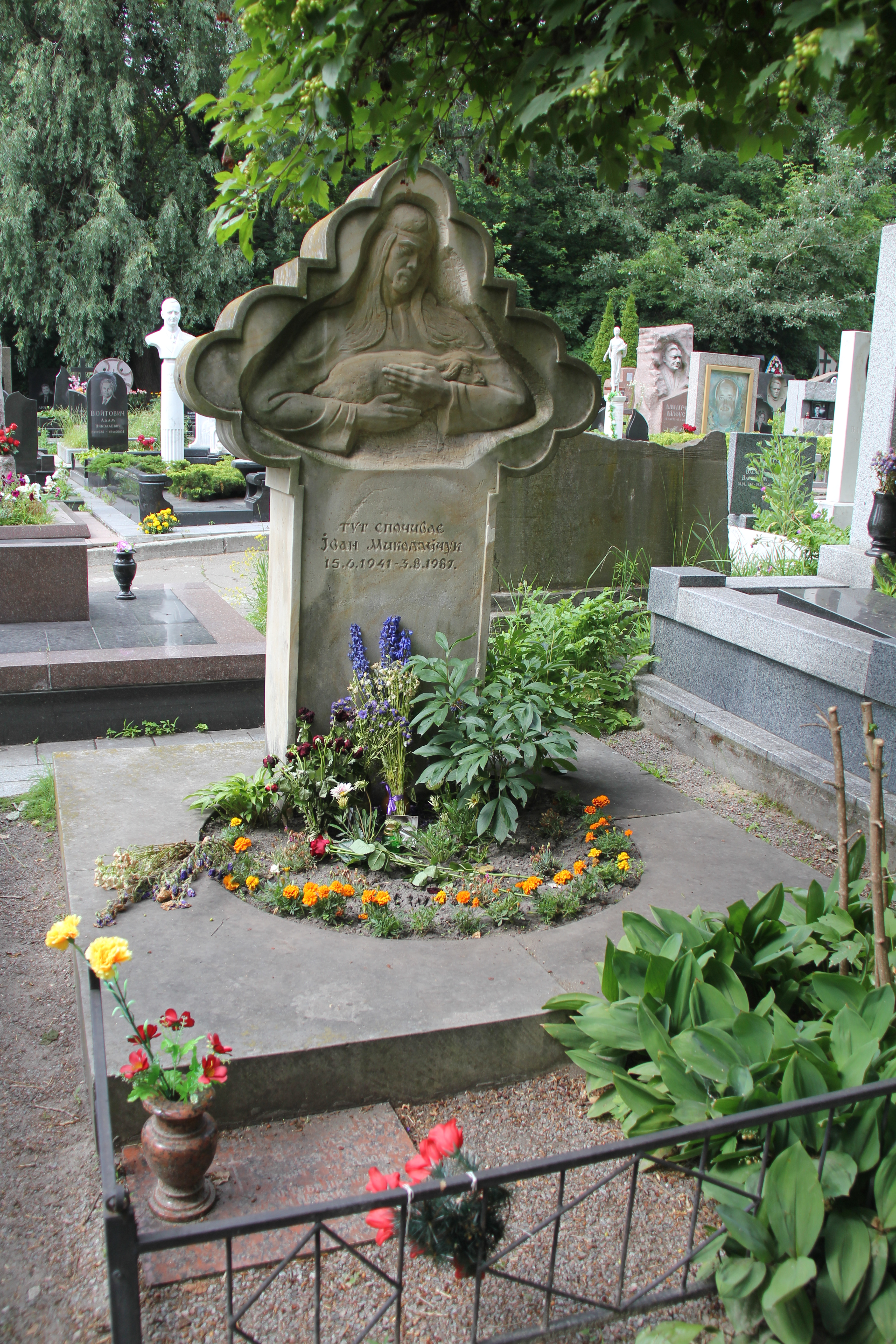
Mykolaitschuks Grab auf dem Baikowe-Friedhof

Iwan Wassylowytsch Mykolajtschuk (* 15. Juni 1941 in Tschortoryja, Oblast Tscherniwzi, Ukrainische SSR; † 3. August 1987 in Kiew, Ukrainische SSR) war ein ukrainischer Filmschauspieler, Regisseur und Drehbuchautor.

## Leben
1957 studierte Mykolajtschuk am Czernowitzer ukrainischen Musik- und Dramentheater Theaterwissenschaft und von 1963 bis 1965 besuchte er das Institut für Theaterkunst in Kiew.
Allgemeine Anerkennung erlangte Mykolaitschuk mit der Rolle des jungen Schewtschenko in dem Film Traum (Сон) von 1964 und des Iwan Palijtschuk im Film des sowjetischen Regisseurs Sergei Paradschanow Schatten vergessener Ahnen (Тіні забутих предків). Dieser Film gewann 39 internationale Preise und 28 Auszeichnungen bei Filmfestivals, darunter 24 Grand Prix. Insgesamt spielte er als Schauspieler 34 Filmrollen, schrieb 9 Drehbücher und führte in zwei Filmen, darunter der Film Babylon XX (Вавилон XX), Regie. Er starb 1987 im Alter von 46 Jahren in Kiew und wurde dort auf dem Baikowe-Friedhof bestattet.

## Ehrungen
1988 erhielt Iwan Mykolajtschuk posthum mit dem Taras-Schewtschenko-Preis den Nationalpreis der Ukraine.
Die ukrainische Nationalbank gab ihm zum Gedenken 2016 eine Zwei-Hrywnja-Gedenkmünze mit seinem Konterfei heraus.

## Filmografie
- 1964 Traum (ukr. Сон), Schauspieler
- 1965: Schatten vergessener Ahnen (Tini zabutych predkiv), Schauspieler
- 1965 Viper (ukr. Гадюка), Schauspieler
- 1966 Unkraut (ukr. Бур'ян), Schauspieler
- 1967 Zwei Todesfälle (ukr. Дві смерті), Schauspieler
- 1967 Kiewer Klingeltöne (ukr. Київські мелодії), Schauspieler
- 1968 Fehler Honore de Balzac (ukr. Помилка Оноре де Бальзака), Schauspieler
- 1968 Annytschka (ukr. Анничка), Schauspieler
- 1968 Steinkreuz (ukr. Камінний хрест), Schauspieler
- 1968 Pfadpfinder (ukr. Розвідники), Schauspieler
- 1969 Befreiung, Schauspieler
- 1970 Weißer Vogel mit schwarzem Mark (ukr. Білий птах з чорною ознакою), Drehbuchautor, Schauspieler
- 1970 Kommissar (ukr. Комісари), Schauspieler
- 1971 Ich komme zu Dir (ukr. Іду до тебе), Schauspieler
- 1971 Lady aus dem Land Berendeys (ukr. Лада з країни Берендеїв), Schauspieler
- 1971 Sachar Berkut (ukr. Захар Беркут), Schauspieler
- 1972 Im Gegensatz zu (ukr. Наперекір усьому), Schauspieler
- 1972 Verlorener Brief (ukr. Пропала грамота), Schauspieler
- 1973 Die Geschichte einer Frau (ukr. Повість про жінку), Schauspieler
- 1973 Wenn die Leute lächeln (ukr. Коли людина посміхнулась), Schauspieler
- 1974 Maryna (ukr. Марина), Schauspieler
- 1974 Traum und leben (ukr. Мріяти і жити), Drehbuchautor
- 1975 Der Kanal (ukr. Канал), Schauspieler
- 1977 Einsamer Mensch (ukr. Відлюдько), Drehbuchautor
- 1978 Das Meer (ukr. Море), Schauspieler
- 1978 Unter dem Sternbild der Zwillinge (ukr. Під сузір'ям Близнюків), Drehbuchautor
- 1979 Babylon XX (ukr. Вавилон ХХ), Schauspieler, Komponist, Regisseur, Autor
- 1980 Das Waldlied. Nymphe (ukr. Лісова пісня. Мавка), Schauspieler
- 1981 Zu später, zu warmer Herbst (ukr. Така пізня, така тепла осінь), Regisseur, Schauspieler
- 1982 Die Rückkehr des Schmetterlings (ukr. Повернення Баттерфляй), Schauspieler
- 1983 Legende von Prinzessin Olha (ukr. Легенда про княгиню Ольгу), Schauspieler
- 1983 Mirhorod und seine Bewohner (ukr. Миргород та його мешканці), Schauspieler
- 1986 Und der Klang hallt im Gedächtnis … (ukr. І в звуках пам'ять відгукнеться…), Drehbuchautor
- 1989 Geschichten über Iwan (ukr. Небилиці про Івана), Drehbuchautor

Quelle: